# 버지니아 카퍼스
버지니아 케이퍼스(Virginia Capers, 영어 발음: /ˈkeɪpərz/, 1925년 9월 22일 ~ 2004년 5월 6일)는 미국의 배우이다.
로스앤젤레스에서 사망하였다. 사인은 폐렴이다.

## 출연 작품

### 영화
- 배드 시티 블루 (1999년)
- 레이븐 호크 (1996년)
- 트루먼 (1995년)
- 암살 특명 (1995년)
- 어제 오늘 그리고 내일 (1993년)
- 베토벤 2 (1993년)
- 오리지널 인텐트 (1992년)
- 고요한 펠리세이드 (1990년)
- 작은 승리 (1990년)
- 암살의 유혹 (1988년)
- 캠퍼스 히어로 (1986, The George McKenna Story)
- 하워드 덕 (1986년)
- 토이 (1982년)
- 목사님 만세 (1979년)
- 경찰 초년병 (1972년)
- 레이디 싱스 더 블루스 (1972년)
- 빅 제이크 (1971년)
- 위대한 희망 (1970년)

### 텔레비전
- 추격 (1962-63)
- 형사 Q (1979-81)
- Knots Landing (1993)
- ER (2001)